# DFB-Pokal der Frauen
La DFB-Pokal der Frauen o Frauen DFB-Pokal è la più importante coppa nazionale della Germania e l'equivalente femminile della DFB-Pokal.

## Storia
Creata nel 1980 nella Germania Ovest, dal 1991 comprende anche i club dell'ex Germania Est. La finale, con l'eccezione di quella del 1983, si gioca sempre lo stesso giorno della finale maschile. Dal 1985 il campo della finale è Berlino. Nel 2010 la finale si è giocata a Colonia, come test per spostare la finale permanentemente in una città diversa dalla capitale, che ospita quella maschile.

## Albo d'oro
| Stagione  | Vincitore          |
| --------- | ------------------ |
| 1980-1981 | Bergisch Gladbach  |
| 1981-1982 | Bergisch Gladbach  |
| 1982-1983 | KBC Duisburg       |
| 1983-1984 | Bergisch Gladbach  |
| 1984-1985 | FSV Francoforte    |
| 1985-1986 | TSV Siegen         |
| 1986-1987 | TSV Siegen         |
| 1987-1988 | TSV Siegen         |
| 1988-1989 | TSV Siegen         |
| 1989-1990 | FSV Francoforte    |
| 1990-1991 | Colonia            |
| 1991-1992 | FSV Francoforte    |
| 1992-1993 | TSV Siegen         |
| 1993-1994 | Colonia            |
| 1994-1995 | FSV Francoforte    |
| 1995-1996 | FSV Francoforte    |
| 1996-1997 | Colonia            |
| 1997-1998 | FCR Duisburg 55    |
| 1998-1999 | 1. FFC Francoforte |
| 1999-2000 | 1. FFC Francoforte |
| 2000-2001 | 1. FFC Francoforte |
| 2001-2002 | 1. FFC Francoforte |
| 2002-2003 | 1. FFC Francoforte |
| 2003-2004 | Turbine Potsdam    |
| 2004-2005 | Turbine Potsdam    |
| 2005-2006 | Turbine Potsdam    |
| 2006-2007 | 1. FFC Francoforte |
| 2007-2008 | 1. FFC Francoforte |
| 2008-2009 | 2001 Duisburg      |
| 2009-2010 | 2001 Duisburg      |
| 2010-2011 | 1. FFC Francoforte |
| 2011-2012 | Bayern Monaco      |
| 2012-2013 | Wolfsburg          |
| 2013-2014 | 1. FFC Francoforte |
| 2014-2015 | Wolfsburg          |
| 2015-2016 | Wolfsburg          |
| 2016-2017 | Wolfsburg          |
| 2017-2018 | Wolfsburg          |
| 2018-2019 | Wolfsburg          |
| 2019-2020 | Wolfsburg          |
| 2020-2021 | Wolfsburg          |
| 2021-2022 | Wolfsburg          |
| 2022-2023 | Wolfsburg          |
| 2023-2024 | Wolfsburg          |
| 2024-2025 | Bayern Monaco      |

### Vittorie per squadra
| Club                       | Vincitore | Finalista |
| -------------------------- | --------- | --------- |
| Wolfsburg                  | 11        | 6         |
| 1. FFC Francoforte         | 9         | 14        |
| TSV Siegen                 | 5         | 10        |
| FSV Francoforte            | 5         | 8         |
| Turbine Potsdam            | 3         | 8         |
| 2001 Duisburg              | 3         | 6         |
| Bergisch Gladbach          | 3         | 4         |
| Colonia                    | 3         | 4         |
| Bayern Monaco              | 2         | 5         |
| KBC Duisburg               | 1         | 2         |
| SGS Essen                  | 0         | 2         |
| FFC Flaesheim-Hillen       | 0         | 1         |
| Amburgo                    | 0         | 1         |
| Jena                       | 0         | 1         |
| STV Lövenich               | 0         | 1         |
| FC Eintracht Rheine        | 0         | 1         |
| Saarbrücken                | 0         | 1         |
| Sand                       | 0         | 1         |
| SC Klinge Seckach          | 0         | 1         |
| VfL Wittekind Wildeshausen | 0         | 1         |
| TuS Wörrstadt              | 0         | 1         |
| Eintracht Francoforte      | 0         | 1         |
| Friburgo                   | 0         | 1         |